# رامون لافونته
رامون لافونته (انگلیسی: Ramón de la Fuente Leal; ۳۱ دسامبر ۱۹۰۷ – ۱۵ سپتامبر ۱۹۷۳) بازیکن فوتبال اهل اسپانیا بود.
از باشگاه‌هایی که در آن بازی کرده‌است می‌توان به باشگاه فوتبال اتلتیک بیلبائو و باشگاه فوتبال اتلتیکو مادرید اشاره کرد.
وی همچنین در تیم ملی فوتبال اسپانیا بازی کرده‌است.